# 蓋迪茲河

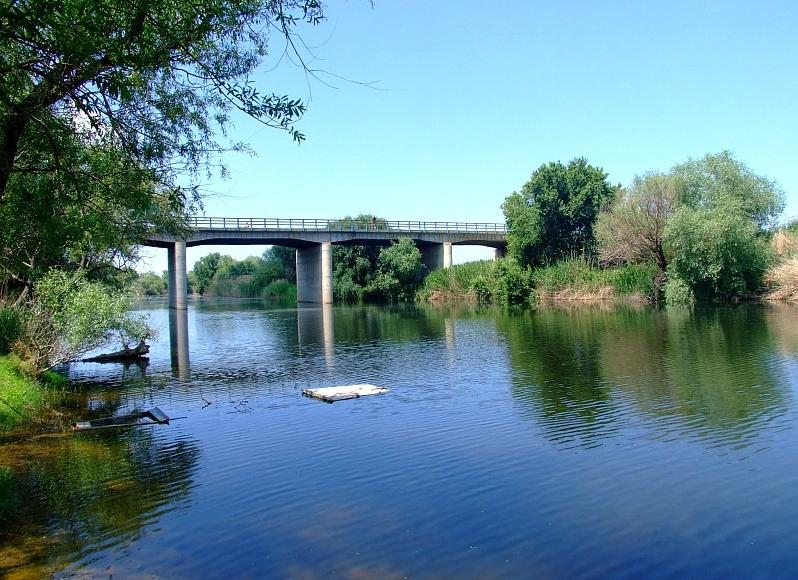

蓋迪茲河是土耳其的河流，位於該國西部，河道全長401公里，發源自屈塔希亞省，流經烏沙克省、馬尼薩省和伊茲密爾省，最終注入伊茲米爾灣。
38°35′18″N 26°48′57″E / 38.58833°N 26.81583°E